# Good Enough
«Good Enough» — четвертий сингл другого студійного альбому американської рок-групи «Evanescence» — «The Open Door». В Німеччині вийшов 14 грудня 2007. Пісня написана Емі Лі, відеокліп вийшов 10 вересня 2007.

## Реліз
Випуск пісні на CD був запланований тільки в Німеччині. Існує дві версії CD: стандартна і розширена. Реліз пісні на диску також був запланований в Австралії, проте він так і не відбувся.

## Список пісень
Німецький CD-сингл
| #  | Назва                                   | Автор  | Тривалість |
| -- | --------------------------------------- | ------ | ---------- |
| 1. | «Good Enough» (Radio edit)              | Емі Лі | 4:33       |
| 2. | «Good Enough» (Acoustic from Intl Live) | Емі Лі | 4:30       |

Німецький преміум-максі-сингл
| #  | Назва                                   | Автор                  | Тривалість |
| -- | --------------------------------------- | ---------------------- | ---------- |
| 1. | «Good Enough» (Radio edit)              | Емі Лі                 | 4:33       |
| 2. | «Good Enough» (Acoustic from Intl Live) | Емі Лі                 | 4:30       |
| 3. | «Your Star» (Live from Tokyo)           | Емі Лі, Террі Бальзамо | 4:43       |
| 4. | «Good Enough» (Video)                   | Емі Лі                 |            |

## Музичне відео
Зйомки відеокліпу проводились з 11 до 14 червня 2007, в Будапешті, Угорщина. Режисери: Марк Вебб і Річ Лі.
30 липня 2007 в Інтернеті з'явилась незавершена версія (без спецефектів). Офіційний реліз відеокліпу відбувся 10 вересня 2007, на «Total Request Live», MTV. Емі Лі сама презентувала музичне відео.
Відеокліп починається зі сцени, де Емі ховає фотографію між дошками в підлозі. Далі вона прямує до книжкової полиці, де бере щоденник. Ідучи до стола вона залишає темні мітки від черевиків на підлозі. В наступній сцені Емі записує деякі слова з пісні у щоденник. Прямуючи до фортепіано, вона заглядає в дзеркало, де її віддзеркалення починає танути. Через деякий час, після того, як Емі сіла за фортепіано, в кімнаті спалахує пожежа… Після слів «Я все ще чекаю дощу» їй на щоку падає крапля води. Починається злива. Музичне відео закінчується кадрами, в яких кімната заростає квітками.